# Oupa Manyisa
Oupa Matthews Manyisa (ur. 30 lipca 1988 w Mohlakeng) – południowoafrykański piłkarz grający na pozycji środkowego pomocnika. Od 2021 jest zawodnikiem klubu Platinum City Rovers FC.

## Kariera klubowa
Swoją karierę piłkarską Manyisa rozpoczął w klubie Orlando Pirates z Johannesburga. W 2008 roku awansował do kadry pierwszego zespołu. Swój debiut Premier Soccer League zanotował 30 sierpnia 2008 roku w przegranym 0:1 wyjazdowym meczu z Golden Arrows. W sezonach 2010/2011 i 2011/2012 wywalczył z Orlando Pirates dwa mistrzostwa RPA. Wraz z Orlando wygrał również Puchar RPA (2011, 2014), Telkom Knockout (2012) i MTN 8 (2011, 2012). W latach 2017–2020 grał w Mamelodi Sundowns FC. W sezonach 2017/2018, 2018/2019 i 2019/2020 został z nim mistrzem kraju, a w sezonie 2019/2020 zdobył też puchar kraju. W sezonie 2020/2021 był zawodnikiem najpierw Tshakhuma Tsha Madzivhandila FC (wygrał z nim krajowy puchar), a następnie Chippa United FC. W 2021 przeszedł do Platinum City Rovers FC.
| Sezon   | Klub                            | Kraj              | Rozgrywki               | Mecze | Bramki |
| ------- | ------------------------------- | ----------------- | ----------------------- | ----- | ------ |
| 2008/09 | Orlando Pirates                 | Południowa Afryka | PSL                     | 7     | 0      |
| 2009/10 | Orlando Pirates                 | Południowa Afryka | PSL                     | 2     | 0      |
| 2010/11 | Orlando Pirates                 | Południowa Afryka | PSL                     | 2     | 0      |
| 2011/12 | Orlando Pirates                 | Południowa Afryka | PSL                     | 27    | 0      |
| 2012/13 | Orlando Pirates                 | Południowa Afryka | PSL                     | 26    | 3      |
| 2013/14 | Orlando Pirates                 | Południowa Afryka | PSL                     | 28    | 4      |
| 2014/15 | Orlando Pirates                 | Południowa Afryka | PSL                     | 29    | 6      |
| 2015/16 | Orlando Pirates                 | Południowa Afryka | PSL                     | 4     | 0      |
| 2016/17 | Orlando Pirates                 | Południowa Afryka | PSL                     | 27    | 1      |
| 2017/18 | Mamelodi Sundowns FC            | Południowa Afryka | PSL                     | 27    | 1      |
| 2018/19 | Mamelodi Sundowns FC            | Południowa Afryka | PSL                     | 4     | 0      |
| 2019/20 | Mamelodi Sundowns FC            | Południowa Afryka | PSL                     | 0     | 0      |
| 2020/21 | Tshakhuma Tsha Madzivhandila FC | Południowa Afryka | PSL                     | 0     | 0      |
| 2020/21 | Chippa United FC                | Południowa Afryka | PSL                     | 1     | 0      |
| 2020/21 | Platinum City Rovers FC         | Południowa Afryka | National First Division | 18    | 0      |

## Kariera reprezentacyjna
W reprezentacji Republiki Południowej Afryki Manyisa zadebiutował w 2011 roku. W 2013 roku został powołany do kadry na Puchar Narodów Afryki 2013.